# Serra Màgina

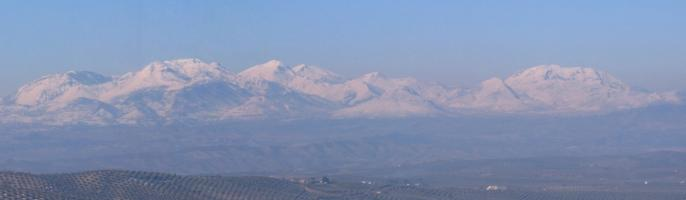
Panoràmica de Serra Màgina des de la Serra de Cazorla

Serra Màgina (Sierra Mágina) és un massís muntanyenc del Sistema Subbètic que s'estén per la província de Jaén fins a la província de Granada per la Serra d'Alta Coloma. El seu límit nord és la vall del riu Guadalquivir, a l'est el riu Guadiana Menor i devesa de Quesada, al sud el riu Guadahortuna i a l'oest el riu Guadalbullón.
Està formada per un nucli principal que passa dels 2.000 m d'altitud: 2.167 m del Pic Màgina, Penya de Jaén (2.157 m), Cerro Cárceles (2.060 m), Pic Almadén (2.032 m), Cerro Ponce (2.005 m), etc. i contraforts més separats del nucli principal: Alta Coloma, Serra Cruzada, etc. amb cims com Aznaitín (1.740 m), La Golondrina, etc. El relleu sempre és accidentat, i els pendents mitjans arriben al 30% en alguns punts.
El nucli d'aquesta serra és un parc natural anomenat Parc Natural de Serra Màgina. Afecta els municipis d'Albanchez de Mágina (abans dit Albanchez de Úbeda),
Bedmar, Bélmez de la Moraleda, Cambil, Huelma, Jimena, Jódar, Mancha Real, Pegalajar i Torres, amb un total d'uns 50.000 habitants.

## Ecosistemes
Els pisos bioclimàtics més estesos són el mesomediterrani i supramediterrani amb omborclima sec-subhumit. Hi són freqüents els alzinars barrejats amb etapes de substitució de la vegetació (garrics, brolles de romaní, timonedes, etc.), i també hi són importants les rouredes de roures marcescents i les savinedes de savina comuna (Juniperus phoenicea), pel fet de ser ecosistemes rars i singulars.
El pis oromediterrani es troba per sobre dels 1.800 m d'altitud i hi ha pinassa (Pinus nigra subsp. clusiana) amb savines i ginebres reptants.
A la vall del riu Guadiana Menor, força sec, hi ha una vegetació de matolls i pinedes, així com altres ecosistemes.

### Flora i fauna
La flora, en la qual entre altres hi va treballar el botànic català Josep Cuatrecasas i Arumí, té catalogada unes 1000 espècies.
A la fauna hi destaquen l'àguila daurada (Aquila chrysaetos), l'àguila cuabarrada (Aquila fasciata) i la cabra salvatge ibèrica (Capra pyrenaica), mentre que el trencalòs (Gypaetus barbatus) i el llop (Canis lupus) s'extingiren al segle xx.